# Beljosee
Der Beljosee (auch Belesee, russisch озеро Белё, ósero Beljó, chakass. Пӧле, Pöle), übersetzt „Weißer See“, ist der größte See Chakassiens in Südsibirien, Russland (Asien). Der Salzsee ist 320 km von Krasnojarsk und 160 km von Abakan entfernt.
Der See besteht aus zwei Teilen, die durch einen Isthmus miteinander verbunden sind. Der westliche Teil misst ca. 50 km², der östliche ca. 25 km².